# TNA Digital Media Championship
TNA Digital Media Championship – były tytuł mistrzowski utworzony przez amerykańską federację wrestlingu Total Nonstop Action Wrestling (dawniej Impact Wrestling). Inauguracyjną mistrzynią została Jordynne Grace. Podobnie jak w przypadku większości tytułów mistrzowskich w wrestlingu, zdobywca TNA Digital Media Championship był wyłaniany na podstawie ustalonego wcześniej scenariusza.

## Historia tytułu mistrzowskiego
Impact Wrestling ogłosił powstanie nowego tytułu mistrzowskiego podczas odcinka swojego sztandarowego programu telewizyjnego – Impactu! z 30 września 2021. Pierwszego mistrza wyłonił dwustopniowy turniej. Wstępna runda składała się z sześciu indywidualnych pojedynków, po czym ich zwycięzcy spotkali się na Bound for Glory (23 października) w bezpośredniej sześcioosobowej walce o pas mistrzowski. Posiadaczami tytułu mogą być zarówno mężczyźni, jak i kobiety. Podczas tapingów z 29 marca, Director of Authority Santino Marella pozbawił Steph De Lander tytułu i zastąpił go nowym TNA International Championship.

### Turniej inauguracyjny
Pierwsza runda
- John Skyler pokonał Zicky’ego Dice’a – 5 października 2021[2]
- Crazzy Steve pokonał Hernandeza – 6 października 2021[2]
- Fallah Bahh pokonał Sama Beale’a – 12 października 2021[3]
- Jordynne Grace pokonała Johnny’ego Swingera – 13 października 2021[3]
- Chelsea Green pokonała Madison Rayne – 19 października 2021[4]
- Tenille Dashwood pokonała Alishę Edwards – 20 października 2021[4]

Finał
- Jordynne Grace pokonała Chelsea Green, Crazzy’ego Steve’a, Fallah Bahha, Johna Skylera i Madison Rayne* – 23 października 2021[5]

*Madison Rayne zastąpiła Tenille Dashwood, która została usunięta z walki.

## Panowania
| Nr        | Ogólny numer panowania                                       |
| Panowanie | Liczba panowań konkretnego mistrza                           |
| Dni       | Liczba dni panowania                                         |
| +         | Oznacza, że liczba dni w posiadaniu wzrasta z kolejnym dniem |

| Nr | Mistrz          | Zmiana mistrza       | Zmiana mistrza                      | Zmiana mistrza           | Statystyki panowania | Statystyki panowania | Notka | Odn.          |
| Nr | Mistrz          | Data                 | Gala                                | Miejsce                  | Panowanie            | Dni                  | Notka | Odn.          |
| -- | --------------- | -------------------- | ----------------------------------- | ------------------------ | -------------------- | -------------------- | --- | ------------- |
| 1  | Jordynne Grace  | 23 października 2021 | Bound for Glory Pre-show            | Sunrise Manor, NV        | 1                    | 90                   | Pokonała Chelsea Green, Crazzy’ego Steve’a, Fallah Bahha, Johna Skylera i Madison Rayne w finale turnieju w intergender six-way matchu, aby stać się inauguracyjną mistrzynią. | [ 5 ]         |
| 2  | Matt Cardona    | 21 stycznia 2022     | Impact!                             | Pembroke Pines, FL       | 1                    | 127                  | Wyemitowano 3 lutego 2022. | [ 7 ]         |
| 3  | Rich Swann      | 28 maja 2022         | Wrestling Revolver’s Vegas Vacation | Las Vegas, NV            | 1                    | 34                   | Walka odbyła się na gali federacji The Wrestling Revolver. | [ 8 ]         |
| 4  | Brian Myers     | 1 lipca 2022         | Against All Odds Pre-show           | Atlanta, GA              | 1                    | 113                  | Był to Dot Combat match. | [ 9 ]         |
| 5  | Joe Hendry      | 22 października 2022 | Impact!                             | Sunrise Manor, NV        | 1                    | 266                  | Wyemitowano 10 listopada 2022. | [ 10 ]        |
| 6  | Kenny King      | 15 lipca 2023        | Slammiversary Pre-show              | Windsor, Ontario, Kanada | 1                    | 55                   | | [ 11 ]        |
| 7  | Tommy Dreamer   | 8 września 2023      | Victory Road                        | White Plains, NY         | 1                    | 127                  | Był to Title vs. Career match. | [ 12 ]        |
| 8  | Crazzy Steve    | 13 stycznia 2024     | Hard To Kill                        | Paradise, NV             | 1                    | 98                   | Był to No Disqualification match. | [ 13 ]        |
| 9  | Laredo Kid      | 20 kwietnia 2024     | Rebellion Pre-show                  | Paradise, NV             | 1                    | 29                   | | [ 14 ]        |
| 10 | A. J. Francis   | 19 maja 2024         | Impact! 20th Anniversary Show       | Newport, KY              | 1                    | 62                   | Wyemitowano 6 czerwca 2024. | [ 15 ]        |
| 11 | PCO             | 20 lipca 2024        | Slammiversary                       | Montreal, Quebec, Kanada | 1                    | 183                  | Był to Montreal Street Fight, który był również o Canadian International Heavyweight Championship. | [ 16 ]        |
| 12 | Steph De Lander | 23 stycznia 2025     | Impact!                             | San Antonio, TX          | 1                    | 65                   | Kontrakt PCO z TNA wygasł, a 19 stycznia PCO pojawił się na gali Game Changer Wrestling (GCW), podczas której autentycznie wyraził swoje żale wobec kierownictwa TNA, po czym próbował zniszczyć pas mistrzowski młotem kowalskim. W fabule De Lander otrzymała mistrzostwo po ugodzie rozwodowej z PCO, który był jej mężem fabularnym. | [ 17 ] [ 18 ] |
| —  | Dezaktywacja    | 29 marca 2025        | Impact!                             | St. Joseph, MO           | —                    | —                    | Dyrektor Authority Santino Marella pozbawił De Lander tytułu i zastąpił go na TNA International Championship. | [ 19 ]        |